# Telling You
Telling You è un film commedia romantica statunitense del 1998, diretto da Robert DeFranco.

## Trama
Due studenti del college tornano a casa nel New Jersey, dove si trovano demotivati a causa delle loro poco brillanti prospettive di vita. Nel film fa un cameo Jennie Garth nella parte di Amber.